# Zoleka Mandela
Zoleka Mandela   (Johannesburg, 9 d'abril de 1980 - Johannesburg, 25 de setembre de 2023) fou una escriptora, activista sud-africana i neta de Nelson Mandela. Ha escrit sobre les seves addiccions, la mort de la seva filla i les seves pròpies batalles contra el càncer de mama.

## Biografia
Zoleka Mandela va néixer l'any 1980 i és filla de Zindzi Mandela i el seu primer marit Zwelibanzi Hlongwane. La família de la seva mare, els Mandela, són descendents directes del rei Madiba del poble Thembu i han de ser caps de Mvezo, el seu cacicat ancestral.
Zoleka va escriure sobre l'abús sexual durant la seva infància, i també sobre seva addicció a les drogues i l'alcohol durant un temps. L'any 2010, la filla de tretze anys de Zoleka Mandela, Zenani, va morir en un accident de cotxe quan tornava a casa després d'un concert. Es deia que la causa de l'accident havien estat les drogues i, en aquell moment, Zoleka Mandela es recuperava d'un intent de suïcidi.
Zoleka Mandela va ser tractada per un càncer de mama el 2011, que va tornar a tenir el 2016. Ha utilitzat les xarxes socials per descriure el tumor eliminat i els efectes secundaris del seu tractament de quimioteràpia.
Mandela va publicar la seva autobiografia el 2013.
Va fer una campanya contra les morts causades per accidents de trànsit i va assenyalar els perills particulars que afecten els nens d'Àfrica subsahariana que tenen el doble de probabilitats de morir en accidents de trànsit que els nens a qualsevol altre lloc del món.

## Reconeixements
El 2016, va ser escollida com una de les "100 dones" de la BBC. Va assenyalar que li sabia greu només haver fet coses valuoses des de la mort del seu avi, no mentre ell vivia.